# 九州中央自動車道
九州中央自動車道（日语：／ Kyūshū-chūō jidōshadō */?）是從熊本縣上益城郡嘉島町的嘉島系統交流道到宮崎縣延岡市的延岡系統交流道，全長約95公里的高速公路。略稱為九州中央道。國土開發幹線自動車道的路線名為九州橫斷自動車道延岡線。
高速公路編號被編為E77。

## 交流道
- 設施名欄的背景色為■（灰色）顯示該部分設施尚未啟用，未通車路段名稱皆為臨時名稱。
- JCT為公路分岔點（日语：ジャンクション (道路)）的簡寫，IC為交流道的簡寫。

| 交流道 編號                     | 中文設施名稱   | 日文設施名稱 | 英文設施名稱 | 接續路線名稱                                                 | 起點起計 （公里） | BS | 備註                   | 所在地 | 所在地   | 所在地   |
| ------------------------------- | -------------- | ------------ | ------------ | ------------------------------------------------------------ | ----------------- | -- | ---------------------- | ------ | -------- | -------- |
| 15-2                            | 嘉島JCT        |              |              | E3 九州自動車道                                              | 0.0               | -  |                        | 熊本縣 | 上益城郡 | 嘉島町   |
| -                               | 益城公路收費站 |              |              | 公路收費站                                                   | 0.9               |    |                        | 熊本縣 | 上益城郡 | 益城町   |
| 1                               | 小池高山IC     |              |              | 國道443號（土山繞道）                                        | 1.8               |    |                        | 熊本縣 | 上益城郡 | 御船町   |
| 2                               | 上野吉無田IC   |              |              | 熊本縣道221號田代御船線                                      | 9.4               |    |                        | 熊本縣 | 上益城郡 | 御船町   |
| 3                               | 山都中島西IC   |              |              | 國道445號                                                    | 12.6              | -  | 嘉島方向出入口         | 熊本縣 | 上益城郡 | 山都町   |
| 4                               | 山都中島東IC   |              |              | 國道445號 熊本縣道152號稻生野甲佐線                          |                   | -  | 延岡方向出入口         | 熊本縣 | 上益城郡 | 山都町   |
| 5                               | 山都通潤橋IC   |              |              | 國道218號                                                    | 23.0              | -  |                        | 熊本縣 | 上益城郡 | 山都町   |
| -                               | 清和IC         |              | /            | 國道218號                                                    | 33.3              | -  | 興建中                 | 熊本縣 | 上益城郡 | 山都町   |
| 清和—蘇陽（計劃階段評價手續中） |                |              |              |                                                              |                   |    |                        | 熊本縣 | 上益城郡 | 山都町   |
| -                               | 蘇陽IC         |              |              | 國道265號                                                    | 0.0               |    | 興建中                 | 熊本縣 | 上益城郡 | 山都町   |
| -                               | 五瀨西IC       |              |              |                                                              |                   |    | 興建中 嘉島方向出入口  | 宮崎縣 | 西臼杵郡 | 五瀨町   |
| -                               | 五瀨東IC       |              |              | 國道218號                                                    | 7.9               |    | 興建中 延岡方面出入口  | 宮崎縣 | 西臼杵郡 | 五瀨町   |
| -                               | 高千穗IC       |              |              | 國道325號                                                    | 17.1              |    | 興建中                 | 宮崎縣 | 西臼杵郡 | 高千穗町 |
|                                 | 雲海橋交差點   |              |              | 國道218號                                                    | 20.4              |    |                        | 宮崎縣 | 西臼杵郡 | 高千穗町 |
|                                 | 日之影深角IC   |              |              | 廣域農道                                                     | 23.2              |    |                        | 宮崎縣 | 西臼杵郡 | 日之影町 |
|                                 | 平底交差點     |              |              | 國道218號                                                    | 25.5              |    |                        | 宮崎縣 | 西臼杵郡 | 日之影町 |
| 平底—藏田（基本計劃路段）       |                |              |              |                                                              |                   |    |                        | 宮崎縣 | 西臼杵郡 | 日之影町 |
| 延岡市                          |                |              |              |                                                              |                   |    |                        | 宮崎縣 |          |          |
|                                 | 藏田交差點     |              |              | 國道218號                                                    | 0.0               |    | 道之驛北方Yocchimiro屋 | 宮崎縣 |          |          |
|                                 | 北方IC         |              |              | 宮崎縣道242號北方Inter線                                     | 4.6               |    |                        | 宮崎縣 |          |          |
|                                 | 舞野IC         |              |              | 國道218號                                                    | 11.0              |    | 延岡方向出入口         | 宮崎縣 |          |          |
| 22                              | 延岡JCT        |              |              | E10 東九州自動車道 國道10號（延岡道路） 延岡Inter Access道路 | 13.1              | -  |                        | 宮崎縣 |          |          |
| 22                              | 延岡IC         |              |              | E10 東九州自動車道 國道10號（延岡道路） 延岡Inter Access道路 | 13.1              | ○  |                        | 宮崎縣 |          |          |

## 歷史
- 1987年（昭和62年）6月30日 : 第四次全國總合開發計畫時閣議決定。構想為高規格幹線道路。 
  - 九州中部横断自動車道 : 上益城郡御船町 - 延岡市
- 1987年9月1日 : 四全總受國土開發幹線自動車道法改正，預定路線變更如以下。 
  - 九州橫斷自動車道延岡線 : 熊本縣上益城郡御船町 - 宮崎縣西臼杵郡高千穗町附近 - 延岡市
- 1995年（平成7年）11月30日 : 道路審議會答申後，公告以高速自動車國道並行一般國道快速道路代替。 
  - 延岡線 : 北方延岡道路
- 1996年（平成8年）12月 : 策定御船 - 矢部（23公里）之整備計畫，矢部 - 延岡（73公里）之基本計畫。
- 1998年（平成10年）12月 : 嘉島 - 山都發下施工命令
- 2003年（平成15年）12月25日 : 國幹會議，選定新直轄區間。 
  - 上益城郡御船町 - 矢部町
- 2006年（平成18年）2月18日 : 北方延岡道路 舞野交流道 - 延岡系統交流道 2/4車道啟用
- 2008年（平成20年）4月26日 : 北方延岡道路 北方交流道 - 舞野交流道 2/4車道啟用[8]
- 2012年10月11日 : 高速自動車國道九州橫斷自動車道延岡線新設工程（熊本縣上益城郡益城町大字小池～同町大字小池）及其相關準用河川付替工程由國土交通大臣根據土地徵收法做出事業認定並且公示[9]。
- 2012年12月18日 : 一般國道218號改建工程（北方延岡道路・宮崎縣延岡市北方町藏田～同市北方町南久保山）國土交通大臣根據土地徵收法做出事業認定並且公示[10]。
- 2013年7月 : 宮崎縣高千穗町 - 日之影町間（高千穗日之影道路）開工[11]。
- 2014年（平成26年）3月22日 : 嘉島系統交流道 - 小池高山交流道間通車。以單獨路線成為最初的啟用路段[12]。
- 2015年（平成27年）4月29日 : 國道218號北方延岡道路 藏田交叉點 - 北方交流道間通車，自此北方延岡道路全線啟用[13][14]。

### 預定
- 2018年（平成30年）度 : 小池高山交流道 - 北中島交流道間[15]

## 路線状況

### 服務區、停車區
道路上未設置，但是在北方延岡道路藏田交叉點的附近設置了道之驛北方Yocchimiroya屋（道の駅北方よっちみろ屋）。

### 道路管理者、整備主體
西日本高速公路九州支社
- 熊本高速公路事務所 : 嘉島系統交流道 - 益城主線收費站

國土交通省九州地方整備局
- 熊本河川國道事務所 : 益城本線收費站 - 矢部交流道
- 延岡河川國道事務所 : 七折交叉點 - 平底交叉點
  - 延岡高速公路維持出張所 : 藏田交叉點 - 延岡系統交流道

## 地理

### 通過自治體
- 熊本縣
  - 嘉島町 - 益城町 - 御船町 - 山都町
- 宮崎縣
  - 五瀨町 - 高千穗町 - 日之影町 - 延岡市

### 連接高速公路
- E3 九州自動車道（於嘉島系統交流道連接）
- E10 東九州自動車道（延岡道路）（於延岡系統交流道連接）

## 來源
1. ↑  . 国土交通省.   [2017年2月26日]. （原始内容存档于2017年2月27日）.
2. ↑   (PDF). 国土交通省道路局.   [2022-03-26]. （原始内容存档 (PDF)于2023-04-11）.
3. ↑   (PDF). 国土交通省九州地方整備局. 2022-01-17  [2022-01-25]. （原始内容存档 (PDF)于2022-01-28）.
4. ↑   (PDF). 宮崎県県土整備部高速道対策局. 2011年3月  [2012年3月4日]. （原始内容 (PDF)存档于2014年2月2日）.[]
5. 1 2   (PDF). 国土交通省道路局.   [2020-04-23]. （原始内容存档 (PDF)于2023-11-01）.
6. 1 2  平成30年度 新規事業候補箇所説明資料 高規格幹線道路 ➄一般国道２１８号（九州横断自動車道延岡線）五ヶ瀬高千穂道路 （页面存档备份，存于）国土交通省
7. 1 2   (PDF). 国土交通省. 2018年3月30日  [2018年4月4日]. （原始内容存档 (PDF)于2023年4月11日）.
8. ↑  国道218号 北方延岡道路「北方IC-舞野間」供用式典4月26日開催!! 〜15時から一般交通開放予定〜PDF
9. ↑  国土交通省告示第千八十九号PDF - 国土交通省 平成二十四年十月十一日
10. ↑  国土交通省告示第千四百六十五号PDF - 国土交通省 平成二十四年十二月十八日
11. ↑  . 夕刊デイリー. 2013年9月12日  [2014年1月26日]. （原始内容存档于2014年2月1日）.
12. ↑  国道218号 北⽅延岡道路 蔵⽥〜北⽅間が平成27年5月までに開通します （页面存档备份，存于） - 国土交通省 九州地方整備局 延岡河川国道事務所 2014年10月29日発表
13. ↑  北方延岡道路が4月29日（水・祝）に全線開通 〜5月の連休前に開通します!〜 （页面存档备份，存于） - 国土交通省九州地方整備局 延岡河川国道事務所 記者発表資料 平成27年2月19日付
14. ↑  平成25年度予算を踏まえた道路事業の開通見通しについて （页面存档备份，存于） - 国土交通省 九州地方整備局 記者発表資料
15. ↑   (PDF). 国土交通省九州地方整備局. 2014-10-10  [2014-10-25]. （原始内容 (PDF)存档于2014-10-16）.

## 相關項目
- 日本高速公路
- 九州地方道路列表

## 外部連結
- 熊本河川國道事務所（页面存档备份，存于）
- 延岡河川國道事務所（页面存档备份，存于）
- NEXCO西日本 （页面存档备份，存于） （页面存档备份，存于）
- 九州中央自動車道（九州横斷自動車道延岡線）（页面存档备份，存于） - 熊本縣網站